# Bornholmsbjörnbär
Bornholmsbjörnbär (Rubus lidforssii) är en rosväxtart som beskrevs av Otto Gelert. Enligt Catalogue of Life ingår Bornholmsbjörnbär i släktet rubusar och familjen rosväxter, men enligt Dyntaxa är tillhörigheten istället släktet rubusar och familjen rosväxter. Artens livsmiljö är jordbrukslandskap. Inga underarter finns listade i Catalogue of Life.